# Domostawa (gromada)
Domostawa – dawna gromada, czyli najmniejsza jednostka podziału terytorialnego Polskiej Rzeczypospolitej Ludowej w latach 1954–1972.
Gromady, z gromadzkimi radami narodowymi (GRN) jako organami władzy najniższego stopnia na wsi, funkcjonowały od reformy reorganizującej administrację wiejską przeprowadzonej jesienią 1954 do momentu ich zniesienia z dniem 1 stycznia 1973, tym samym wypierając organizację gminną w latach 1954–1972.
Gromadę Domostawa z siedzibą GRN w Domostawie utworzono – jako jedną z 8759 gromad na obszarze Polski – w powiecie niżańskim w woj. rzeszowskim na mocy uchwały nr 29/54 WRN w Rzeszowie z dnia 5 października 1954. W skład jednostki weszły obszary dotychczasowych gromad Domostawa i Katy ze zniesionej gminy Jarocin w powiecie niżańskim oraz obszar dotychczasowej gromady Szwedy (bez przysiółków Radziczyna i Kuziory) ze zniesionej gminy Charzewice w powiecie tarnobrzeskim w woj. rzeszowskim, ponadto obszar dotychczasowej gromady Łążek Ordynacki ze zniesionej gminy Kawęczyn w powiecie kraśnickim w woj. lubelskim. Dla gromady ustalono 18 członków gromadzkiej rady narodowej.
1 stycznia 1957 z gromady Domostawa wyłączono miejscowości Łążek Ordynacki, Momoty Jakubowe i Gierłachy, włączając je do gromady Biała w powiecie janowskim w woj. lubelskim.
Gromada przetrwała do końca 1972 roku, czyli do kolejnej reformy gminnej.